# Ricardo Calvo Mínguez
José Ricardo Calvo Mínguez (22 d'octubre de 1943 – 26 de setembre de 2002) fou un metge, escriptor, periodista, historiador i jugador d'escacs alacantí, nascut a Alcoi. Va obtenir el títol de Mestre Internacional el 1973.
|  |

## Historiador d'escacs
Calvo parlava fluidament l'alemany I l'anglès. Com a historiador dels escacs, el Dr. Calvo va intentar demostrar que Espanya va ser el nucli central dels importants canvis que es van produir als escacs a finals del segle xv. Tot I que la historiografia anterior sostenia majoritàriament que l'increment de la potència de joc de la dama I de l'alfil fou introduïda durant el Renaixement a Itàlia, Calvo insistí sempre en què fou a Espanya on s'impulsà preferentment aquest canvi.

## Relació amb les institucions
Ricardo Calvo es va involucrar molt en la política dels escacs, defensant postures que sovint no van agradar els dirigents de les institucions. El 1987, va ser declarat "persona non grata" per la FIDE (per 72 vots a favor i un en contra), per haver escrit un molt controvertit article a New in Chess, el qual, segons la FIDE, constituïa "un atac racista contra els llatinoamericans". Com a resposta, Calvo va escriure una carta a la FIDE titulada "On the Nature of FIDE Legitimacy" ("Sobre la naturalesa de la legitimitat de la FIDE"), en la qual defensava la seva postura contra la Federació Internacional, un organisme al qual considerava massa polititzat.

## Resultats destacats en competició
El 1970 fou subcampió d'Espanya a Llaranes, (Avilés), rere Ernesto Palacios de la Prida
El seu millor resultat individual fou al torneig de Montilla-Moriles de 1976, on acabà 2n rere Anatoli Kàrpov i on hi va aconseguir una norma de Gran Mestre.
Ricardo Calvo va participar en les Olimpíades d'escacs des de 1966 fins al 1978, representant la selecció espanyola. En total, hi va jugar 68 partides, fent 35.5 punts, un 52.2%
Entre 1982 i 1984, va participar en la Bundesliga (tradicionalment, la competició nacional per equips més forta d'Europa), jugant per a la secció d'escacs del Bayern de Múnic.

## Partides destacades

### Ricardo Calvo vs Víktor Kortxnoi
Aquesta partida entre Ricardo Calvo i el GM d'elit Víktor Kortxnoi és coneguda com "La salva de Calvo", i es va jugar a l'Olimpíada d'escacs de 1966 a l'Havana: 1. e4 c5 2. Nf3 e6 3. d4 cxd4 4. Nxd4 a6 5. Bd3 Bc5 6. Nb3 Ba7 7. c4 Nc6 8. O-O Qh4?!, una jugada dubtosa que permet fixar la dama com a objectiu: 9. N1d2 Nge7 10. c5 Ne5 11. Be2 b6 12. f4 N5c6 13. Nc4 bxc5 14. g3 Qh6 15. f5 Qf6 16. fxe6 Qxe6 17. Nd6+ Kf8 18. Bc4!, i Korchnoi perdia la dama o bé rebia mat, de manera que es rendí: 1-0.

### Ulf Andersson vs Ricardo Calvo
Partida jugada el 1977. Ulf Andersson ha estat un dels millors jugadors europeus del segle XX: 1.Nf3 d5 2.c4 d4 3.g3 Nc6 4.d3 e5 5.Bg2 Bb4+ 6.Nbd2 a5 7.O-O Nge7 8.a3 Bd6 9.Ne4 Ng6 10.e3 Be7 11.exd4 exd4 12.Nfg5 h6 13.Nh3 O-O 14.f4 f5 15.Neg5 hxg5 16.Bd5+ Rf7 17.Qh5 Qd6 18.Re1 Bd7 19.fxg5 Nce5 20.Nf4 Ra6 21.Bd2 Bf8 22.Rac1 c5 23.h4 Nh8 24.Qe2 Ng4 25.h5 g6 0-1.